# 杨茂迁
杨茂迁（？—？），江蘇溧陽人，清朝政治人物。
乾隆三十年，接替许治。擔任江蘇荆溪縣知縣以溧陽縣丞署。后由王友莲接任。曾于1768年接替陈模任南汇县知县一职，1769年由肖震生接任。